# Parque Tia Nair
O Parque Tia Nair é um parque em Cuiabá, capital de Mato Grosso. Inaugurado em 15 de Dezembro de 2007, o local facilita a prática de esportes, como corridas e caminhadas, com pista de saibro, material que diminui o impacto físico em caminhadas e corridas.
Localizado em frente ao Residencial Alphaville, entre o Jardim Itália e os bairros Renascer e Santa Inês, o parque é fruto de um Termo de Ajustamento de Conduta (TAC) do Ministério Público, através da Promotoria de Justiça do Meio Ambiente. De propriedade particular, sua área total tem como utilidade a preservação ambiental, bem como a prática de lazer e esporte.
Seu nome é uma homenagem à tia-avó (já falecida) do empresário do setor de hotelaria em Mato Grosso, Orlando Nigro. Nair foi uma figura importante da sociedade e, em vida, expressou o desejo de construir uma obra em prol da comunidade cuiabana.